# Vortioxétine
La vortioxétine (ou Lu AA21004) est un médicament développé par Lundbeck et Takeda pour le traitement de la dépression majeure et de l'anxiété généralisée.
La demande d'AMM a été déposée auprès des autorités européennes en septembre 2012. Le produit est approuvé par la commission européenne le 27 décembre 2013. Son nom commercial en France est Brintellix (et Trintellix aux États-Unis).
Ce médicament est un antidépresseur récent dont le mode d’action est atypique, il fait partie de la classe « autres antidépresseurs ». Il a pour mécanisme d'action la modulation directe de l’activité des récepteurs sérotoninergiques et sur l’inhibition du transporteur de la sérotonine.
Le terme « modulateur et stimulateur de la sérotonine » a été créé pour décrire spécifiquement cette molécule.

## Efficacité
L'étude 14178A a montré que la vortioxétine est aussi efficace que l'agomélatine chez les adultes souffrant de dépression majeure avec une réponse inadéquate à un médicament antérieur.
En Grande-Bretagne, il n'est recommandé que chez les personnes qui ne se sont pas améliorées avec deux autres antidépresseurs.

### Dépression
En juillet 2011, Lundbeck a publié les résultats d'un essai randomisé en double aveugle comparant la vortioxétine au placebo et utilisant la venlafaxine comme comparateur actif. Le produit s'est montré supérieur au placebo et a entraîné moins d'effets secondaires que la venlafaxine. De même, en mai 2012, Lundbeck publie les résultats d'un essai randomisé en double aveugle utilisant comme comparateur actif la duloxétine, chez les patients âgés. Le produit s'est montré supérieur au placebo et a entraîné moins d'effets secondaires que la duloxétine.
En mai 2012, Lundbeck dévoile les résultats de trois essais cliniques de phase III montrant la supériorité de la vortioxétine sur le placebo, selon l'échelle de Montgomery-Asberg.
En août 2012, un essai randomisé en double aveugle confirme la supériorité sur le placebo sur tous les critères d'études, sauf l'échelle de handicap de Sheehan.
Un essai randomisé publié en septembre 2012 révèle qu'à faible dose (5 mg), la vortioxétine n'est efficace que chez les patients qui souffrent en parallèle d'anxiété. Ces résultats sont cohérents avec ceux d'un autre essai, publiés en décembre 2012, selon lequel la vortioxétine n'est pas efficace aux doses de 2,5 et 5 mg.

### Anxiété
En août 2012 sont publiés les résultats contradictoires de deux essais cliniques randomisés en double aveugle. Si le premier montre une supériorité sur le placebo, le second fait apparaître que le produit est inefficace. Dans une étude sur 40 personnes, financée par Takeda Pharmaceutical, un laboratoire commercialisant des médicaments à base de vortioxétine, elle a montré une efficacité supérieure au placebo dans un essai pour l'anxiété sociale en co-morbidité avec le trouble de dépression majeur.

### Autres effets
En février 2013, Lundbeck publie une étude qui démontre que la vortioxétine améliore certaines formes de la mémoire chez le rat.
Trois essais contrôlés randomisés ont montré que la vortioxétine a considérablement amélioré la cognition, elle représente un traitement important pour le dysfonctionnement cognitif lié à la dépression majeure.

## Formes galéniques et dosages existants

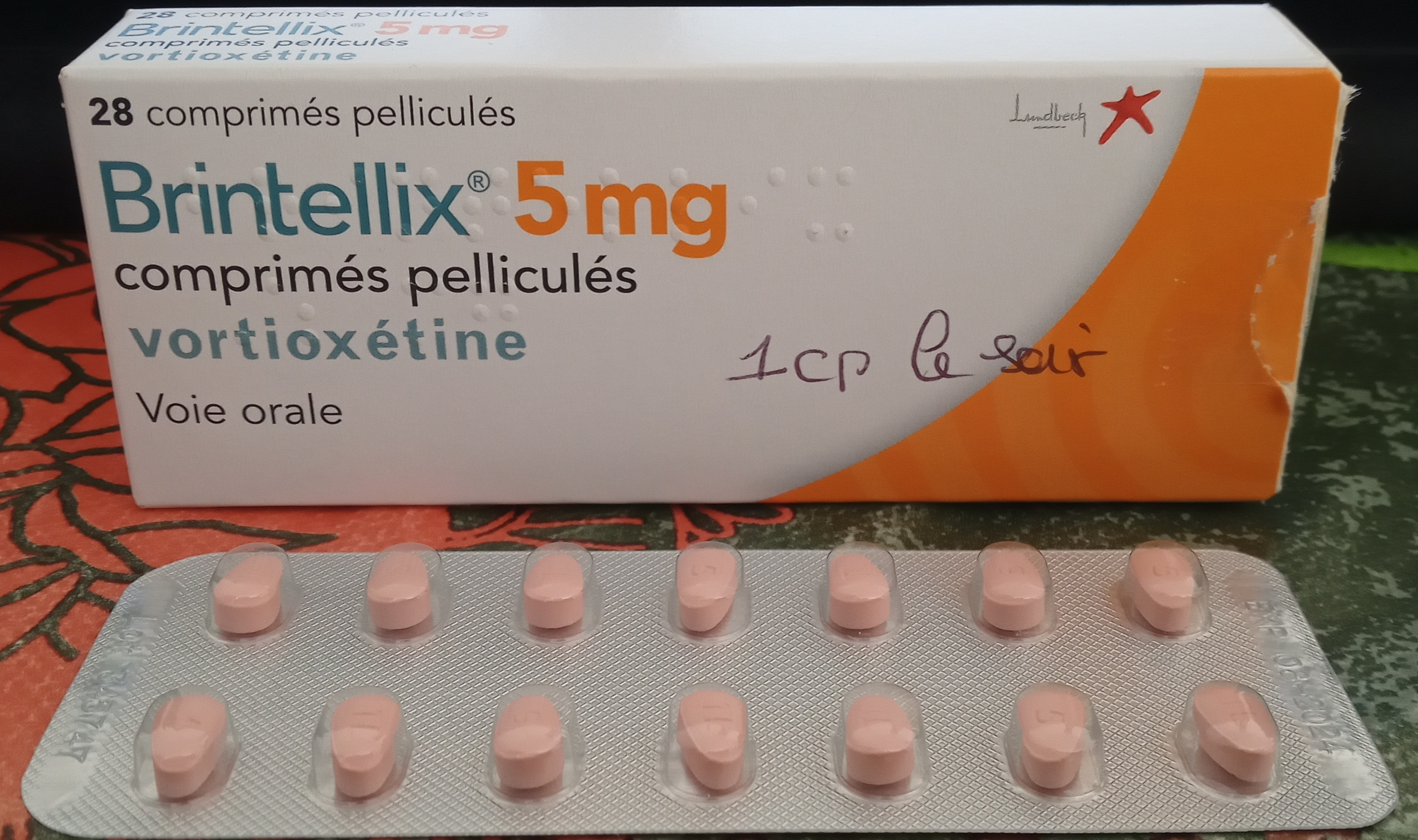
Une boîte de vortioxétine 5 mg sous forme de comprimés pelliculés.

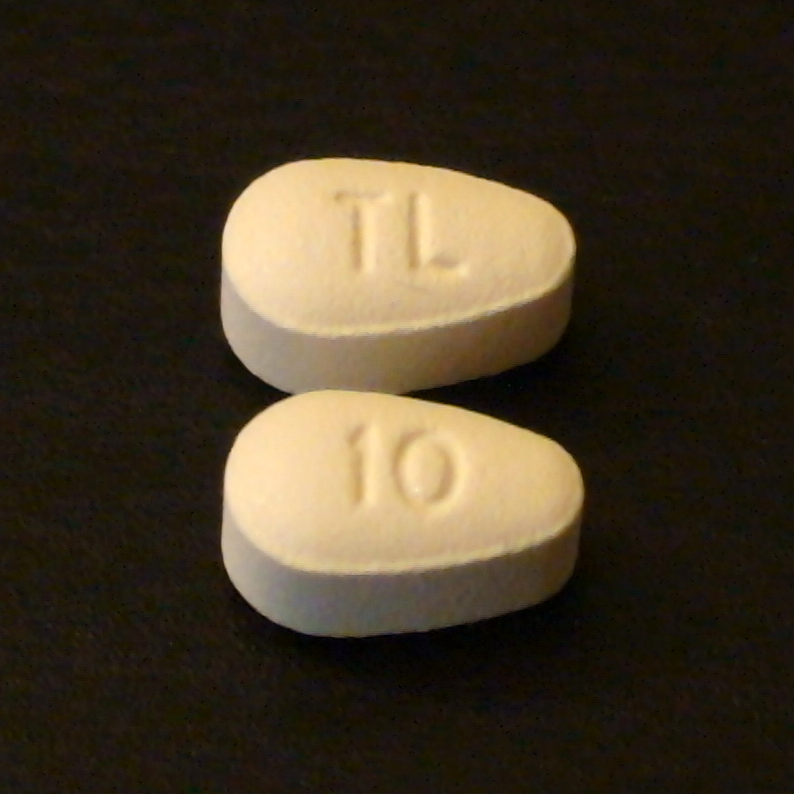
Deux comprimés pelliculés de vortioxétine 10 mg.

La vortioxétine existe en comprimés de 5, 10, 15 (mais pas en Suisse) et 20 mg. Elle existe aussi en solution buvable de 20 mg/ml commercialisée en Suisse, mais pas en France.

## Effets secondaires
Les effets secondaires les plus souvent associés à la vortioxétine sont les nausées (très fréquentes), les diarrhées, les vomissements, les maux de tête, les vertiges et les rhinopharyngites,,.
La dysfonction sexuelle n'est que légèrement plus élevée chez les patients prenant de la vortioxétine que chez les personnes prenant des placebos et survient chez moins de 10 % des patients traités par ce médicament. En tant que telle, la vortioxétine peut être appropriée pour les personnes qui ont souffert d'effets secondaires sexuels dus à d'autres médicaments antidépresseurs,.

## Pharmacologie
La vortioxétine est un modulateur et stimulateur de la sérotonine et elle agit comme un inhibiteur sélectif de la recapture de la sérotonine, un agoniste des récepteurs 5-HT1A, un agoniste partiel des récepteurs 5-HT1B et comme un antagoniste des récepteurs 5-HT1D, 5-HT3A et 5-HT7,,.
La vortioxétine a aussi une forte affinité pour le récepteur adrénergique β1, bien que l'activité sur le site soit encore mal élucidée.